# Przemysław Lisiecki
Przemysław Lisiecki (ur. 1 września 1950 w Poznaniu) – polski perkusista, muzyk sesyjny. Członek zespołów: Roztrzepańcy, Birbanci, Bardowie, Waganci, Tramp oraz wieloletni współpracownik Wojciecha Skowrońskiego. Akompaniował na estradzie takim artystom jak: Mieczysław Fogg, Joanna Rawik, Danuta Rinn, zespoły wokalne Alibabki i Partita i in.

## Życiorys
Jego przygoda z muzyką zaczęła się już w szkole podstawowej, gdzie w wieku 11 lat występował z zespołem szkolnym oraz śpiewał w chórze. przewijał się przez rozmaite młodzieżowe zespoły big beatowe, a w okresie licealnym (lata 1965–1967) grał wraz z bratem Wojciechem w zespołach Roztrzepańcy i Birbanci.
Zespoły te odnotowały pewne sukcesy, występując na wielu imprezach masowych, akademiach szkolnych, czy festynach, zdobywając dyplomy na przeglądach. Ponadto Birbanci nagrywali dla Polskiego Radia w Poznaniu (ich utwory emitowano w audycji Grająca Szafa). Grupa uległa rozwiązaniu w 1967 po niespełna roku działalności.
W 1968 Lisieckiego został zaproszony do zespołu Bardowie, który działał przy klubie studenckim Pod Maskami. Poznański ansambl został laureatem półfinału Ogólnopolskiego Konkursu Beatowego zajmując w finale 3 miejsce (za Dżamblami i Romualdem i Romanem), a w 1969 roku wystąpił podczas jazzowego festiwalu studenckiego Jazz nad Odrą we Wrocławiu.
Po pewnym czasie Lisiecki przeszedł do Wagantów z którymi śpiewała niejaka Anna Szmeterling (późniejsza gwiazda piosenki Anna Jantar). Zespół działał przy Estradzie Ziemi Lubuskiej w Zielonej Górze. W 1970 roku zespół dokonał nagrań dla Polskiego Radia, nagrał płytę czwórkę (N 0634 – Polskie Nagrania), wystąpił na KFPP w Opolu i na Festiwalu Piosenki Żołnierskiej w Kołobrzegu.
Po roku współpracy perkusista postanowił rozpocząć studia na UAM w Poznaniu i odszedł także z tego zespołu. Po kilku miesiącach jednak przyjął propozycję Huberta Szymczyńskiego i dołączył do kierowanego przez niego zespołu Tramp. Muzykom udało się wystąpić kilka razy w TVP i koncertować z takimi gwiazdami jak węgierskie grupy rockowe: Omega i Locomotiv GT, a także rodzimy Breakout. Zespół po raz pierwszy w swej historii rozpadł się na wiosnę 1971.
Po kilku tygodniach Lisiecki rozpoczął współpracę z wokalistą, pianistą i showmanem Wojciechem Skowrońskim w jego Blues Trio. Ponieważ nie było gitarzysty basowego, muzyk zaproponował swojego kolegę Andrzeja Iskrę (zm. w 1991), niegdyś gitarzystę solowego Roztrzepańców i tak powstał trzon zespołu, który przetrwał kilka lat. Grupa Skowrońskiego koncertowała w wielu miastach Polski (w tym poznańskie kluby studenckie) i dokonała nagrań radiowych.
W 1972 roku Blues Trio zostało przemianowane na Blues & Rock, powiększył się także jego skład osobowy. Zespół wystąpił, m.in. na KFPP w Opolu, Jazz Jamboree, a także zagranicą: Bratysławska Lira, Deutsche Radio w Kolonii (WDR). Dokonał wielu nagrań płytowych i radiowych. Piosenki wykonywane przez Blues & Rock zajmowały pierwsze miejsca na radiowych listach przebojów.
Przemysław Lisiecki w barwach warszawskiego oddziału organizacji Polskie Stowarzyszenie Jazzowe wystąpił na Jazz Jamboree w 1973 roku z takimi tuzami polskiego jazzu jak: Jan Ptaszyn Wróblewski, Janusz Muniak, czy Tomasz Szukalski (koncert poświęcony pamięci Krzysztofa Komedy). W roku 1974 podczas Jazz Jamboree zagrał w sekcji rytmicznej z Big Bandem „Stodoła”.
Wielokrotnie akompaniował znanym wykonawcom estradowym, takim jak: Partita, Alibabki, Mieczysław Fogg, Danuta Rinn, czy Joanna Rawik. W 1975 r. przez cztery miesiące grał z Krzysztofem Sadowskim (keyboard) i Andrzejem Dąbrowskim (perkusja) w klubach Hamburga i Berlina Zachodniego (RFN), zaś w latach 1976–1977 przebywał na kontrakcie w Finlandii, gdzie grywał w najlepszych hotelach.
Po powrocie do kraju Przemysław Lisiecki po raz kolejny podjął współpracę z Wojciechem Skowrońskim, zespół jednak nie przetrwał zbyt długo ze względu na zmianę koniunktury na muzycznym rynku, która spowodowała spadek popularności muzyki rock and rollowej i boogie-woogie. W 1980 z powodu złej sytuacji ekonomicznej w Polsce muzyk po raz kolejny wyjechał za granicę, tym razem do Norwegii.
W latach 1984–1986 poznański perkusista ponownie współpracował ze Skowrońskim. Na gitarze basowej grał wówczas jego brat Wojciech, którego po pewnym czasie zastąpił gitarzysta Tomasz Dziubiński. Po kilku miesiącach prób i ogrania repertuaru zespół nagrał pierwszą płytę w stylu boogie woogie w Polsce – Fortepian i Ja.
Zespół sporo koncertował w RFN (min. na Jazz Festiwalu w Leverkusen, Kolonia i w kraju. Kilkukrotnie pokazał się w TVP i po raz kolejny uległ rozwiązaniu z powodu braku koniunktury na muzykę, którą wykonywał.
Przemysław Lisiecki założył własny zespół "Lucky Weekend Orchestra", który wykonuje wszelkiego rodzaju muzykę rozrywkową i działa z powodzeniem po dziś dzień.